# La Chambre des officiers
La Chambre des officiers is een Franse film van François Dupeyron die werd uitgebracht in 2001.
De film is de adaptatie van de gelijknamige roman (1998) van Marc Dugain. Met weinig actie en amper loopgraven, ontploffingen en gevechtsscènes geeft de film niet het klassieke beeld van de Eerste Wereldoorlog weer. De regisseur schuift veeleer de problematiek van de "gueules cassées" naar voor, de militairen die ernstige gelaatsverminkingen hebben opgelopen.

## Samenvatting
Begin augustus 1914. Adrien, een jonge luitenant, wordt gemobiliseerd. Voor zijn vertrek naar het front brengt hij een liefdesnacht door met Clémence, een vrouw die zopas afscheid heeft genomen van haar eveneens gemobiliseerde verloofde. Hij is pas aan het front als hij een verkenningstocht te paard moet maken. Een granaat ontploft vlak bij hem en rukt een stuk van zijn gezicht af. Zijn militaire 'carrière' zit erop. 
Noodgedwongen moet hij de oorlog doorbrengen in het militair hospitaal van Val-de-Grâce in Parijs, meer bepaald in een ziekenzaal zonder spiegels waar Franse officieren met een zwaar geschonden gezicht verpleegd worden. De chirurg doet er zijn uiterste best om hen een nieuw gezicht te geven. Adrien leert er Pierre en Henri kennen, twee andere misvormde militairen. Vijf jaar lang hebben Adrien en zijn twee vrienden de tijd om hun andere gezicht te leren aanvaarden. Gelukkig is er ook Anaïs, een zachtaardige en zorgzame verpleegster. Beetje bij beetje proberen ze zich voor te bereiden op de toekomst.

## Rolverdeling
| Acteur              | Personage                                  |
| ------------------- | ------------------------------------------ |
| Éric Caravaca       | Adrien                                     |
| Denis Podalydès     | Henri                                      |
| Grégori Dérangère   | Pierre                                     |
| Sabine Azéma        | Anaïs                                      |
| André Dussollier    | de chirurg                                 |
| Isabelle Renauld    | Marguerite                                 |
| Géraldine Pailhas   | Clémence                                   |
| Jean-Michel Portal  | Alain                                      |
| Guy Tréjan          | de minister                                |
| Xavier de Guillebon | Louis                                      |
| Catherine Arditi    | moeder van Adrien                          |
| Paul Le Person      | grootvader van Adrien                      |
| Circé Lethem        | zus van Adrien                             |
| Elise Tielrooy      | verpleegster Cécile                        |
| Agathe Dronne       | toekomstige vrouw van Adrien               |
| Renaud Lebas        | verplegers                                 |
| Mickaël Chirinian   | verplegers                                 |
| Alain Rimoux        | oom van Adrien                             |
| Alban Aumard        | soldaten in het dorp                       |
| Vincent Debost      | soldaten in het dorp                       |
| Odette Barrois      | moeder van Marguerite                      |
| Catherine Baugué    | vrouw van Louis                            |
| Charles Chevalier   | zoon van Louis                             |
| Denis Daniel        | knecht van Marguerite                      |
| François Delaive    | verloofde van Clémence                     |
| Claudine Delvaux    | verpleegster in de kraamkliniek            |
| Yse Dugast          | dochter van Louis                          |
| Martine Erhel       | verpleegster in de vleugel van de soldaten |